# Sandy NLB
Pedro Leesander Rodríguez (Puerto Rico, 22 de enero de 1976-27 de enero de 2012), conocido como Sandy NLB (se lee "en el Bi")  fue un productor musical que se especializó en el ámbito de la música cristiana, trabajando mayormente para Manny Montes, Goyo, Bengie y otros artistas desde su sello Aldy's Studio, que tenía un lema "todo lo que sale de aquí, sale bueno" y se hizo muy popular al final de la década del 2000. A inicios de 2012, se complicó su salud, y el día 27 de enero se anunció su partida física por las redes sociales.

## Historia
Sandy NLB comenzó su carrera como productor junto a Manny Montes en el año 2003 para el álbum United Kingdom. Produjo musicalmente para Funky, Manny Montes, Redimi2, Alex Zurdo, Bengie, Goyo, Luis Joel, Erick Daulet, entre otros.
Apareció en producciones importantes distribuidas por Machete Music, como Linaje Escogido de All Star Records y La iglesia de la calle de Gerardo Mejía, asimismo, produjo para Manny Montes en su participación en el álbum Chosen Few II de Boy Wonder.
Sandy apareció por primera vez como intérprete en un tema en el álbum De vuelta el Tonkka del Goyo en 2008 para la canción «Yo le creo a Él», sin embargo, acostumbraba a comentar algunas canciones o introducciones de los álbumes en que trabajaba, como Los Violentos, Letra con sentido de Soly y la saga «Calidad ambiental» de Goyo hasta la tercera entrega.
El 27 de enero de 2012, falleció a sus 36 años por problemas respiratorios, consecuencia de la condición de distrofia muscular con la cual luchó desde su infancia. Ese año, recibió un reconocimiento póstumo por parte de la Academia de la Música Cristiana desde la perspectiva Latina como Productor del año, compartiendo nominación con DJ Blaster, Lutek, entre otros, y nominado a los Premios Arpa en varias ocasiones por su trabajo como productor para Manny Montes en Los Inmortales y Nuevo comienzo.
En 2013, los raperos Bengie, Alex Zurdo, Ivan 2Filoz, Michael Pratts, Jun G, Micky Medina y Erick Daulet se unieron para un tema en conmemoración del productor llamada "No es adiós". Asimismo, Harold El Guerrero y el sello Da Worship lanzaron un proyecto que Sandy había comenzado en 2006 y no había sido publicado, llamado Los Guerreros.

## Créditos de producción
Sandy llegó a producir en muchos álbumes donde participaban los artistas de Aldy's Studios, su sello discográfico.
| Año                     | Título | Artista              | Álbum                                                                     |
| ----------------------- | --- | -------------------- | ------------------------------------------------------------------------- |
| 2003                    | «Sigue corriendo» (Funky) | Manny Montes         | United Kingdom                                                            |
| 2004                    | «Si no sabías» (Manny Montes) | Vito                 | Agradecido                                                                |
| 2004                    | «¿Quiénes somos?» (con Manny Montes) | Maso & Chal          | VIP: Chapter III                                                          |
| 2004                    | «Suena el jíbaro» | Manny Montes         | United Kingdom: En Vivo                                                   |
| 2005                    | Transformación Industrial (álbum completo) | Goyo                 | Transformación Industrial                                                 |
| 2005                    | El Guerrero (álbum completo) | Harold               | El Guerrero                                                               |
| 2005                    | «Yo tu» (Manny Montes) «Tuve un sueño» (Goyo) «En medio de la prueba» (Soly) | PBC & MC Charles     | Holy Crew                                                                 |
| 2005                    | «Las dos caras» (Goyo feat. LPC) | LPC                  | Anointed Flow                                                             |
| One ID (álbum completo) | Bengie | One ID               | One ID                                                                    |
| 2006                    | «El Inmortal» (Manny Montes) «Vida con propósito» (Luis Joel) «Como sale» (Goyo) «Mi bendición» (Soly) «Lo que traemos» (Manny Montes con Redimi2 y Dr. P) «Ellos inventan» (Bengie) «De lo vil» (Sons of Christ con Pito) | Manny Montes         | Los Inmortales                                                            |
| 2006                    | «Lero lero» (Manny Montes) «Soy quién» (Goyo) | Rey Pirin            | All Star Records presenta Linaje Escogido                                 |
| 2006                    | Reconciliación (álbum completo) | Luis Joel            | Reconciliación                                                            |
| 2006                    | «Sueño ingrato» «Por amor» «Cartelera» (con Goyo) «Quien tú eres» (con Soly) «Conciencia tranquila» (con Vasayo) «Su grandeza» (con Alex Zurdo & Jonny L)                                                                  | Vito                 | Otro Pensar                                                               |
| 2006                    | «Cambiando mentes religiosas» (Alex Zurdo) | Alex Zurdo & Jonny L | Se trata de ti                                                            |
| 2006                    | «Calidad ambiental» | Goyo                 | Sin álbum                                                                 |
| 2006                    | «Right Trought» (Manny Montes) | Boy Wonder           | The Chosen Few II: El Documental                                          |
| 2007                    | «Yo tu (Remix)» (Manny Montes) «What I Do» (Goyo) | PBC & MC Charles     | Holy Crew 2                                                               |
| 2007                    | «Holy Hippo» (Goyo) «El Equipo Campeón» (Manny Montes) «Oh Señor» (Jonny L con Redimi2) | Redimi2              | El Equipo Invencible                                                      |
| 2007                    | «Llevando la Palabra» (con Manny Montes) «Por tu sangre» (con Henry Crespo) «El invencible» (con Goyo) «El motivo» (con Jonny L)                                                                                           | Louis Santiago       | Los invencibles                                                           |
| 2007                    | Letra con sentido (álbum completo) | Soly                 | Letra con sentido                                                         |
| 2007                    | «Calidad ambiental 2 (Hip Hop)» «Calidad ambiental 2 (Reggaeton)» | Goyo                 | Sin álbum                                                                 |
| 2007                    | «Here we go» (con Goyo) | Capestany            | Desafío                                                                   |
| 2007                    | «Él quiere que busquemos» (con Goyo) «Desperté» (con Manny Montes) | Memo & Ungido        | Cambiando mi lamento                                                      |
| 2007                    | «Esto es poderoso» (Goyo) | Santito              | Los Embajadores del Rey                                                   |
| 2007                    | El comienzo (álbum completo) | Erick Daulet         | El comienzo                                                               |
| 2007                    | «Pa que aprendas» (Manny Montes) | Gerardo Mejía        | La iglesia de la calle                                                    |
| 2008                    | De Vuelta el Tonkka (álbum completo) | Goyo                 | De Vuelta el Tonkka                                                       |
| 2008                    | «Acomódate» (Goyo) | Travy Joe            | Guerreros del Reino                                                       |
| 2008                    | «Muchos pensaron» (con Goyo) | John John            | El Combo Eclesiástico                                                     |
| 2008                    | Simplemente Bamby (álbum completo) | Bamby                | Simplemente Bamby                                                         |
| 2008                    | «Tiempo perfecto» «Lentamente» (con Goyo) | El Chal              | Tiempo Perfecto                                                           |
| 2008                    | «Es muy tarde ya» (con Memo & Ungido) «Del cielo a la tierra» (con Yaviel & Cobra) «Así es que es» | Manny Montes         | Nuevo Comienzo                                                            |
| 2009                    | «Sigue peleando» «Sigo con la racha» (con Goyo) | Erick Daulet         | Who I Am?                                                                 |
| 2010                    | «Calidad ambiental 3» | Goyo                 | My Legacy                                                                 |
| 2014                    | «Otra dimensión» | Manny Montes         | Manny Montes y Obed El Arquitecto Presentan: UK 2.5 Edición Internacional |

## Discografía
- 2007: Manny Montes & Sandy NLB presentan Los Violentos
- 2008: Sandy NLB presenta: Goyo - De Vuelta el Tonkka
- 2008: JJ Musik & Sandy NLB presentan: Man Of Fire - Las Dos Caras
- 2009: Manny Montes & Sandy NLB presentan: Los Violentos 2
- 2013: Harold El Guerrero & Sandy NLB presentan: Los Guerreros (p.m.a)